# Abdulaziz Belraysh
Abdulaziz Belraysh (ar. عبدالعزيز بلريش, ur. 12 lipca 1990 w Trypolisie) – piłkarz libijski grający na pozycji obrońcy. Od 2008 roku jest zawodnikiem klubu Al-Ittihad Trypolis.

## Kariera klubowa
Karierę piłkarską Belraysh rozpoczął w klubie Al-Shat Trypolis. W 2007 roku zadebiutował w jego barwach w pierwszej lidze libijskiej. W 2008 roku odszedł do innego klubu z Trypolisu, Al-Ittihad. W latach 2009 i 2010 wywalczył z Al-Ittihad dwa mistrzostwa Libii. Zdobył też Puchar Libii w 2009 roku oraz dwa superpuchary w latach 2009 i 2010.

## Kariera reprezentacyjna
W reprezentacji Libii Belraysh zadebiutował w 2010 roku. W 2012 roku został powołany do kadry na Puchar Narodów Afryki 2012.